# لی می جا (بازیکن بسکتبال)
لی می جا (انگلیسی: Lee Mi-ja؛ زادهٔ ۶ سپتامبر ۱۹۶۳) بازیکن بسکتبال اهل کره جنوبی بود.